# Saint-Gauzens
Saint-Gauzens è un comune francese di 795 abitanti situato nel dipartimento del Tarn nella regione dell'Occitania.

## Società

### Evoluzione demografica
Abitanti censiti